# Пауль Нігглі
Пауль Нігглі (нім. Niggli 26 червня 1888, Цофінген — 13 січня 1953, Цюрих) — швейцарський мінералог, петрограф і геохімік.

## Біографія
В 1907 закінчив Вищу технічну школу в Цюриху.
В 1915—18 професор Лейпцизького, а в 1918—20 — Тюбінгенського університетів, з 1920 — Вищої технічної школи і університету в Цюриху.
Працював у галузі геохімії, металогенії, вивчав хімізм мінералів і гірських порід, диференціацію магми. Розробив основи стереохімії кристалічних сполук, запропонував метод перерахунку хімічного складу гірських порід, генетичну класифікацію магматогенних рудних родовищ. На честь Н. названо мінерал нігліїт (телуриста платина). Член-кореспондент АН СРСР (1924).